# Thiergarten (Beuron)
Thiergarten ist ein Ortsteil der Gemeinde Beuron im Landkreis Sigmaringen in Baden-Württemberg.

## Geographie

### Geographische Lage

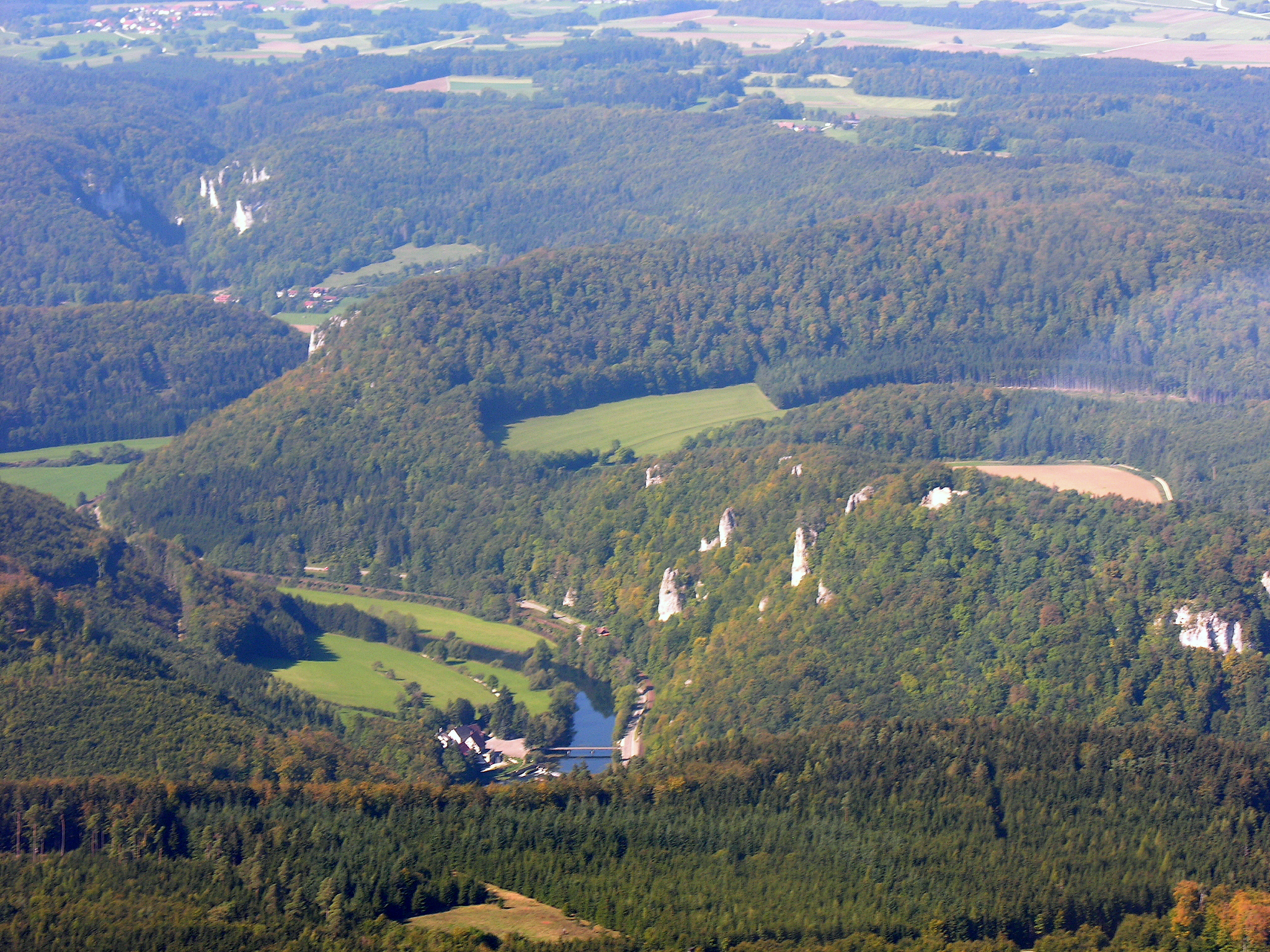
Das Donautal bei Thiergarten

Thiergarten liegt im Tal der Oberen Donau, rund zehn Kilometer westlich von Sigmaringen.

### Geologie
Westlich von Thiergarten befindet sich zwischen Falkenstein und Mittelberg, als Umlaufberg, der frühere Donauverlauf – das „Buttenloch“ auf 670 m ü. NN (heutiges Donauniveau 591 m) – an dessen Ostteil im Anschluss an das Ortsende sich ein offen gelassener Steinbruch aus dem 19. Jahrhundert befindet. Dieser wurde später durch die „Karlsruhe Steinwerke“ und in der Nachfolge durch die Firma „Schotterteufel“ betrieben. In den Nachkriegsjahren arbeiteten hier italienische Gastarbeiter.

## Geschichte
In der Falkensteinhöhle wurden 1933 durch Eduard Peters aus der mesolithischen Kulturschicht rund 9000 Werkzeuge, Geräte und Schmuck, sowie die Skelettreste eines etwa 30 bis 40 Jahre alten Mannes mit mehr als 1,70 Meter Körpergröße aus der Mittelsteinzeit (vor etwa 8000 bis 5000 v. Chr.) ausgegraben. Im Zuge von Grabungen konnte nachgewiesen werden, dass sich die mittelsteinzeitlichen Jäger hier auch vom Fischfang ernährten. So fanden sich neben einer Reihe typischer Fischarten der Donau wie Nerfling, Aitel, Hecht und Huchen auch Perlfische.

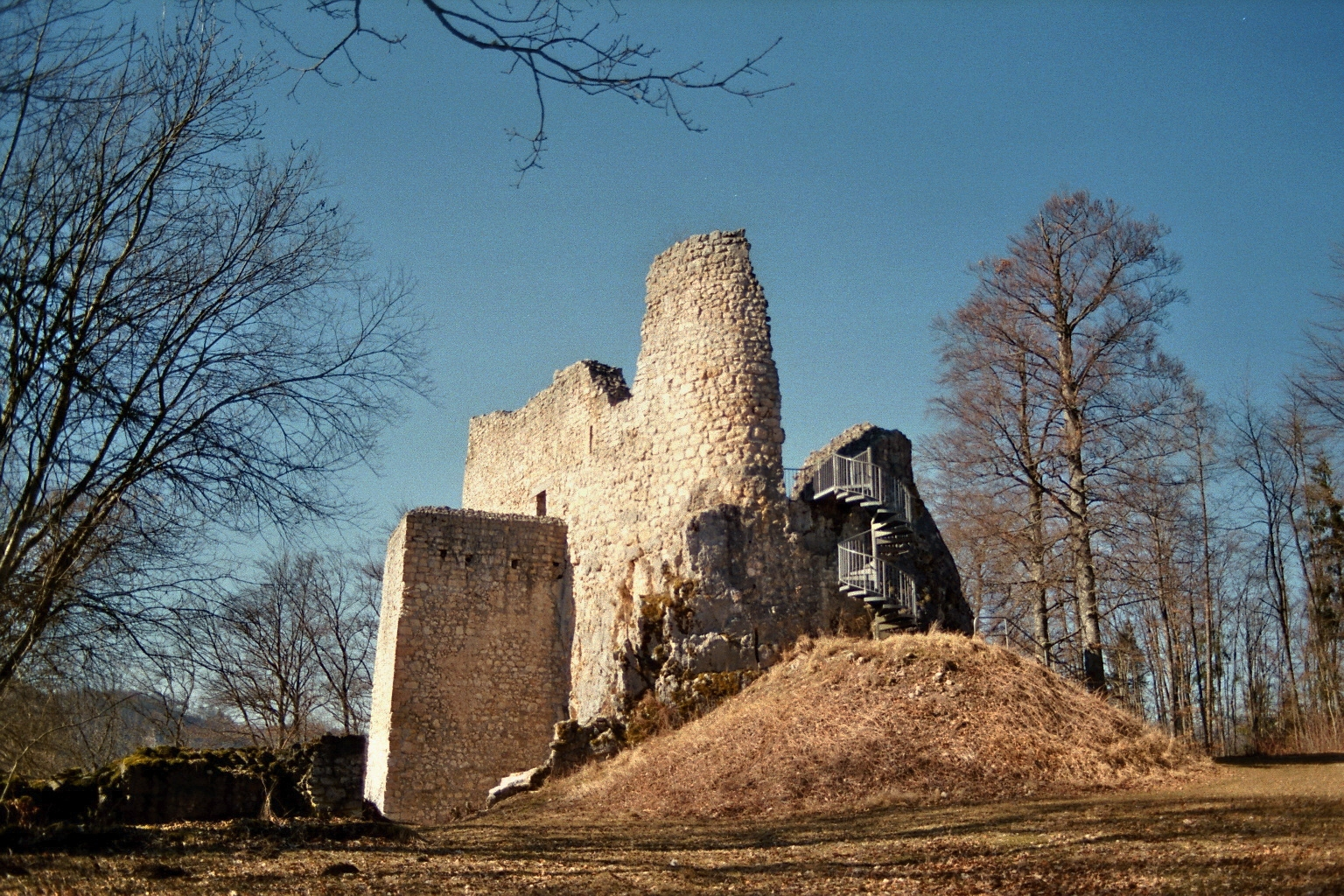
Ruine Falkenstein

Das kleine Dorf trägt seinen Namen von einem Wildgehege, das Graf Wilhelm von Zimmern zu Meßkirch 1575 bei seiner Burg Falkenstein anlegen ließ. Der frühere Ort „Weiler“, er wurde 1138 erstmals urkundlich erwähnt, aus dem Jahre 1275 liegt ein weiteres Zeugnis vor, verschwand bereits vor dem Dreißigjährigen Krieg (1618–1648) wieder, wurde in „Thiergarten“ umbenannt.
siehe auch Burg Unterfalkenstein
Nach dem Aussterben der Herren von Zimmern fiel das Gebiet an das Fürstenhaus Fürstenberg. Diese ließen hier 1670 ein Schmelz- und Hammerwerk mit einer Arbeiterkolonie errichten, deren Häuser zum Teil heute noch stehen. Auch die Kohlenscheuer und das Gasthaus zum Hammer von 1789 erinnern noch an die Zeit, das Werk wurde 1863 stillgelegt. Zur Verhüttung dienten die in der Umgebung gewonnenen Bohnerze, eisenhaltige Verwitterungsprodukte des Jurakalks.
Thiergarten wurde im Jahr 1806 aufgeteilt:

Der links der Donau gelegene Teil kam zu Hohenzollern-Sigmaringen. Am 1. April 1901 wurde das Dorf der Gemeinde Vilsingen zugeordnet. Im Zuge der Gemeindegebietsreform in Baden-Württemberg wurde Thiergarten zusammen mit Vilsingen am 1. Januar 1975 in die Gemeinde Inzigkofen umgegliedert.

Der rechts der Donau gelegene Teil kam zu Baden. Im Jahr 1890 wurde er der Gemeinde Gutenstein zugeordnet. Diese wurde am 1. Juli 1974 in die Kreisstadt Sigmaringen eingegliedert.

Nach Anhörung der Einwohner wurde Thiergarten (beide Gebietsteile) am 1. Januar 1977 in die Gemeinde Beuron umgegliedert.

### Einwohnerentwicklung
In Thiergarten gibt es heute deutlich weniger Einwohner, zählte der Ort 1970 noch 130 Einwohner, so sind es heute nur noch 85 (Stand: November 2011).

## Kultur und Sehenswürdigkeiten

### Bauwerke

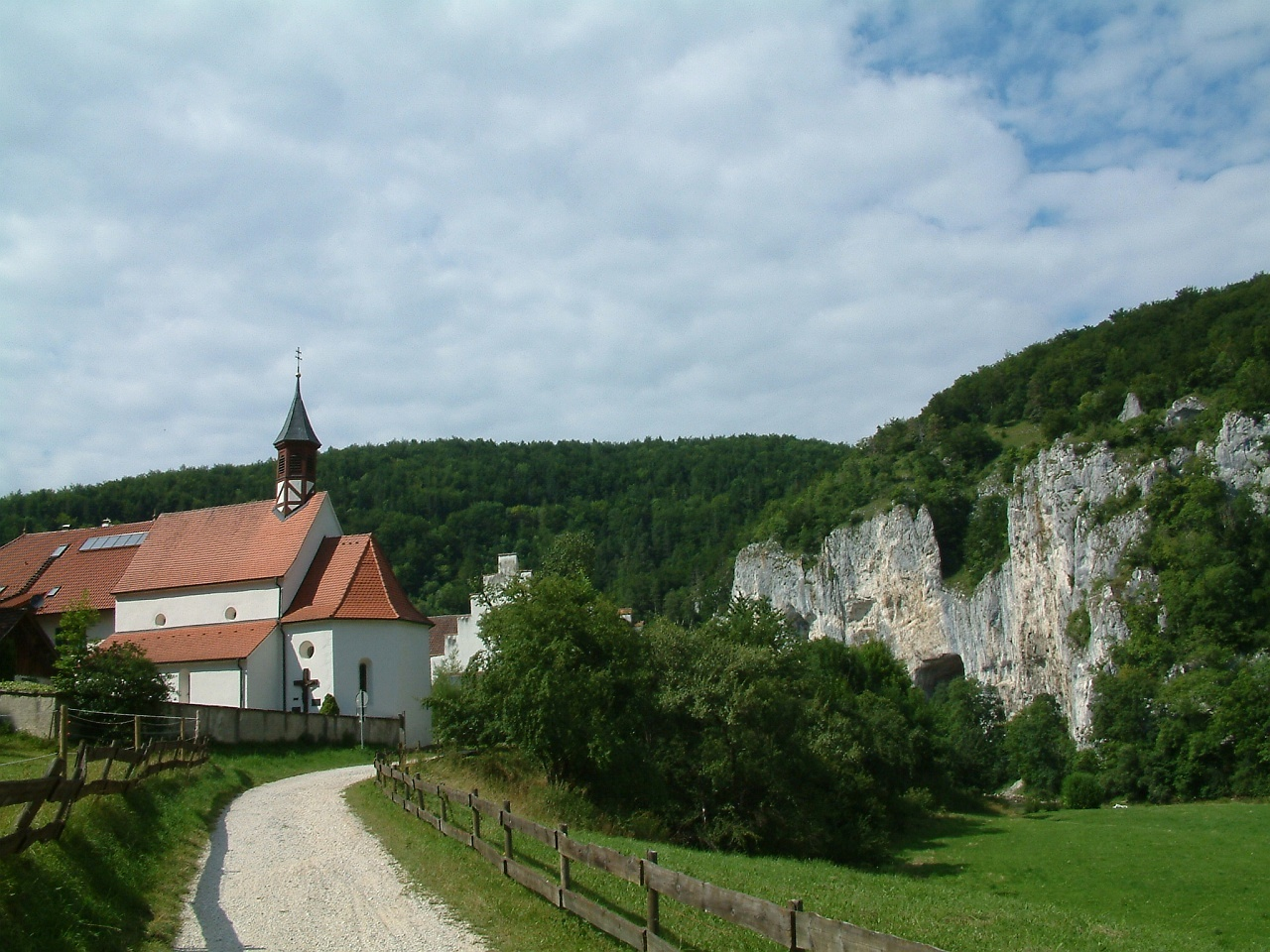
Kapelle St. Georg, Käppeler Hof, Thiergarten

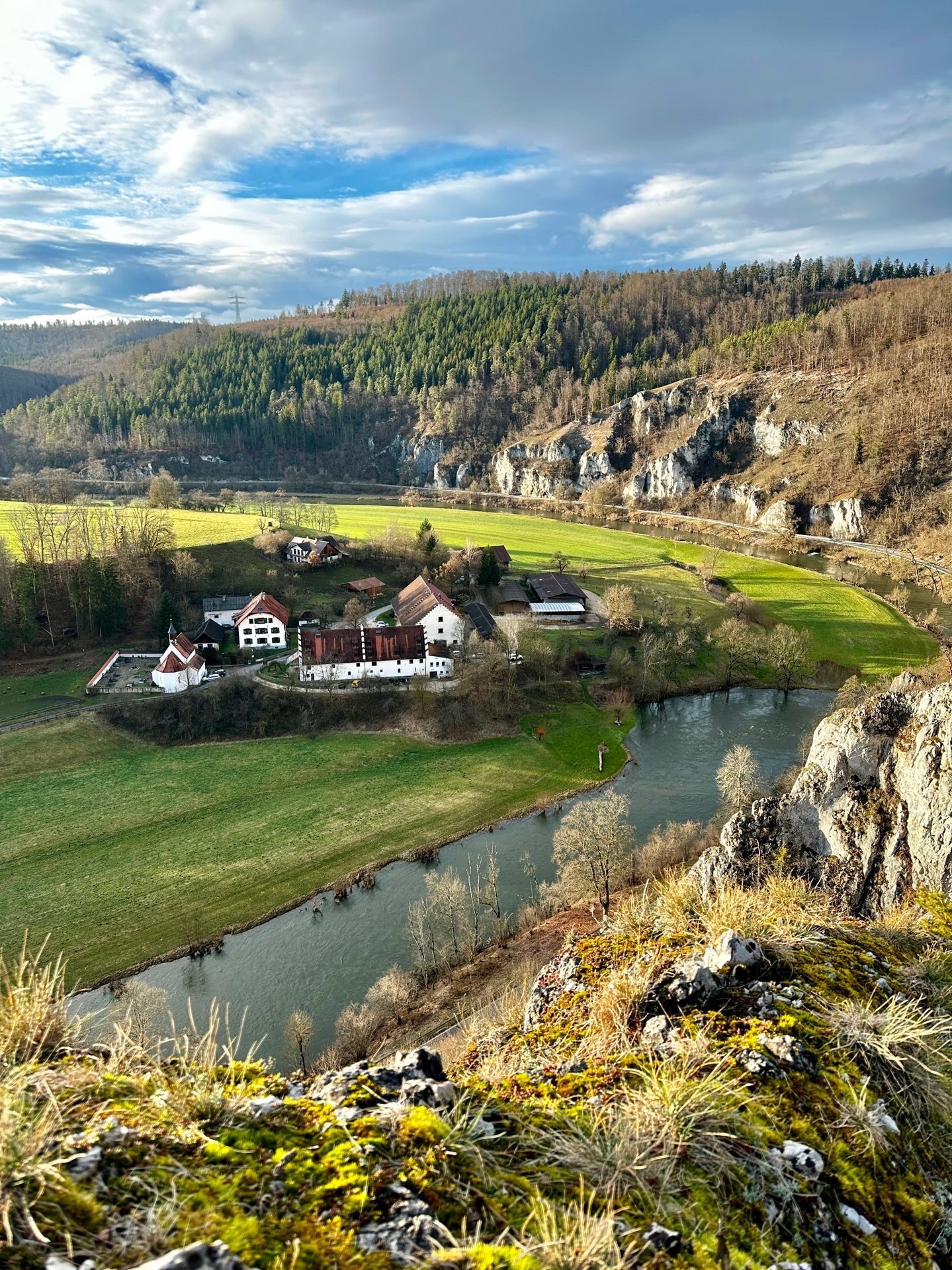
Gutshof Käppeler

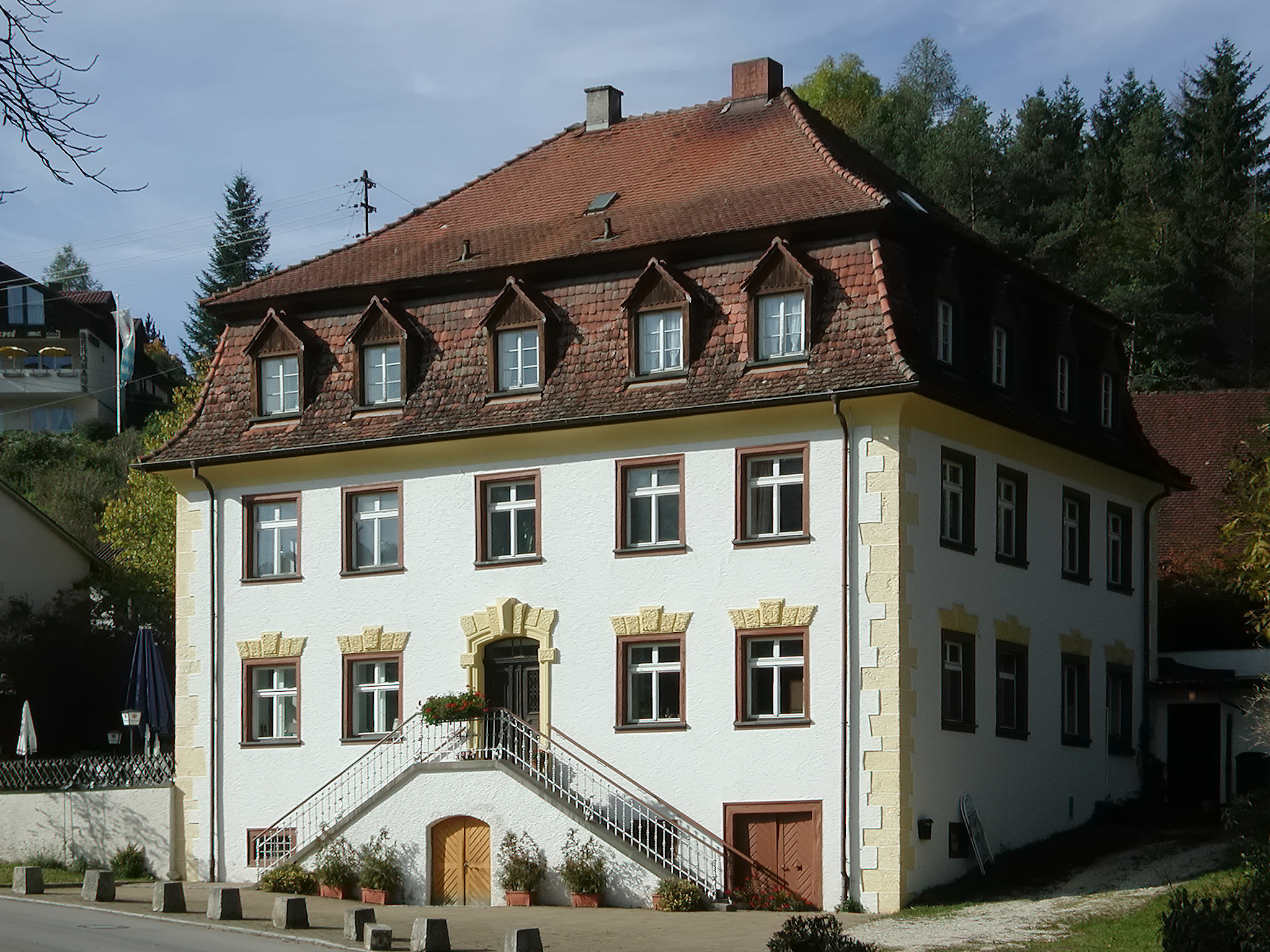
Historisches „Hammer-Gebäude“

- Die St. Georgs-Basilika von Thiergarten ist die kleinste dreischiffige Basilika nördlich der Alpen. Erstmals erwähnt wurde sie im Jahr 1275. Sie dürfte aber um das Jahr 1000 errichtet worden sein und gehört zu den ältesten Gotteshäusern im Donautal zwischen Tuttlingen und Sigmaringen. Ursprünglich vom Geschlecht der Falkensteiner erbaut, handelt es sich um die uralte Pfarrkirche des Dorfes Weiler, nach dem Kirchpatron St. Georg benannt. Sie beherbergt seit Mai 2010 eine 300 Jahre alte Georgs-Statue aus der Schweiz.[12] Von 1671 bis 1860 diente sie als „Kapelle der Schmiede“.[9] Die romantisch in einer Donauschleife gelegene Kapelle dient heute noch als Gotteshaus und wird auch als Hochzeitskapelle genutzt.
- Der Gutshof Käppeler geht ebenfalls auf das Dorf Weiler zurück. Das Gebäude des Restaurants sowie die angrenzende St. Georgs-Basilika sind Zeugen aus jener Zeit.
- Das historische Hammer-Gebäude wurde 1789 als Hammerschmiede erbaut und diente als Verwaltungsgebäude für das hohenzollerische Hammerwerk. Seit 1900 wird es als Gasthaus geführt. Zuletzt wurde es über 15 Jahre unter dem Namen Villa Hammerschmiede als Kochschule mit Tagungsräumen betrieben. Im Winter 2009 wurde es einem grundlegenden Umbau unterzogen und 2010 als Herberge für Schulklassen, Vereine und andere Gruppen eröffnet.[13] Eigentümer ist Maximilian Joachim zu Fürstenberg (* 1962).[14]
- Auf Thiergartener Gemarkung liegt die Ruine Falkenstein. Vermutlich bereits im 12. Jahrhundert unterhielten die Falkensteiner, die Magenbucher und die Bubenhofer an dieser Stelle eine Wehranlage. Spuren reichen zurück bis in das 13. Jahrhundert. Ihr heutiger Baubestand, die schiffsförmige Kernburg von dem heute noch erhebliche Teile des Mauerwerkes erhalten sind, wurde unter Gottfried Werner von Zimmern 1516 bis 1545 erbaut. Sie ist frei zugänglich und wurde von der Aktion Ruinenschutz Oberes Donautal restauriert. Bekannt ist der „Falkensteiner Altar“ des Meisters von Meßkirch.[2]
- Die Neumühle donauaufwärts von Thiergarten gelegen, wurde im 17. Jahrhundert aus Steinen der Burg Falkenstein erbaut.[2]
- In Thiergarten steht ein Eisenluppen, der auf die frühere Hütte hinweist.
- Das Wasserkraftwerk in Thiergarten gehört der Bundeswehr. Es versorgt den Bundeswehrstandort Stetten am kalten Markt.[15]

### Naturdenkmäler
- Der Thiergartener Bröller ist eine für gewöhnlich trockenliegende Quellhöhle, deren Eingang 1959 freigelegt wurde. Wenn der Karstwasserstand ansteigt, sprudelt mit starkem Geräusch das Wasser aus dem Portal. Sie wurde 1960 von Jochen Hasenmayer betaucht.
- Die Falkensteinwände und Rabenwand sind für den Klettersport freigegeben und verfügen über mehrere Routen. In unmittelbarer Nähe zum Bröller befindet sich der für Neutouren erlaubte Bad Man Rock.
- Die Falkensteinhöhle ist eine Tropfsteinhöhle, die rund zwei Kilometer von der Ortschaft entfernt liegt.[16]
- Rund 800 Meter nördlich vom Ort liegt die Amandahöhle.

## Wirtschaft und Infrastruktur

### Bildung
In Thiergarten bestand eine Dorfschule mit allen Klassen. Nach der Trennung der Volksschule in Grund- und Hauptschule wurde sie bis 1969 als Grundschule fortgeführt.

### Verkehr
Durch den Ort führt die Landesstraße 277 (Donautalstraße) und die Bahnstrecke Tuttlingen–Inzigkofen. Der ehemalige Bahnhof Thiergarten (Hohenz.), auf dem auch Güter verladen wurden, befindet sich heute im Privatbesitz.
Thiergarten liegt am Donauradweg, der von der Donauquelle über Passau und Budapest bis zur Mündung in das Schwarze Meer führt.

## Persönlichkeiten
- Fritz Einwald (1907–1967), Landtagsabgeordneter (FDP/DVP)